# Fanny Hensel
Fanny Hensel (født som Fanny Zippora Mendelssohn 14. november 1805 i Hamborg, død 14. maj 1847 i Berlin) var en tysk komponist og pianist, men fik først sine noder trykt i eget navn sent i livet.
Mange har spillet Lieder ohne Worte eller sunget rigtige Lieder af hende i den tro, at det var hendes lillebror, Felix, der havde komponeret dem. Felix har da også komponeret størstedelen af Lieder ohne Worte, men ikke dem alle. Når man hører hendes tidligste værker, hvor Felix endnu ikke var begyndt at komponere, lyder det allerede som Mendelssohn, hvad det jo også er, men der er ingen tvivl om, at hun har øvet indflydelse på sin lillebror.
Felix var noget gammeldags i sin holdning til kvinder, der kunne noget, og ville derfor ikke have hende til at udgive værker i eget navn. I de sidste år af sit liv udgav hun imidlertid alligevel en klavertrio, en del Lieder, seks Lieder ohne Worte for klaver og en klavercyklus, das Jahr, bestående af tolv stykker, et for hver måned.
Da den engelske dronning engang roste Felix Mendelssohn for hans klaverspil, svarede han: "Så skulle De bare høre min søster". Fannys klaverstykker er desværre overset, hvilket kun kan skyldes, at hun er kvinde, da de to søskendes musik er af samme kvalitet og har store ligheder.
Fanny Hensels 'Oratorium nach Bildern der Bibel', komponeret i 1831, fik sin første opførelse i norden 24. marts 1991 på Glyptoteket i København. Morten Schuldt-Jensen dirigerede Musikvidenskabeligt Instituts Kor, MUKO, og Københavns Ungdoms Symfoniorkester, KUSO. Solister var Susanne Skov (sopran), Lotte Hovman (alt), Gert Henning-Jensen (tenor) og Bo Anker Hansen (bas).